# Interleukina 33
Interleukina 33, IL-33 – należy do grupy interleukiny 1.
Zwiększa ona wytwarzanie cytokin przez limfocyty Th2. Receptor interleukiny 33 jest jednym z charakterystycznych markerów populacji tych limfocytów.
Znajduje się na powierzchni komórek tucznych. Modyfikowana indukuje objawy astmy oraz innych chorób alergicznych.